# Квинт Фабий Амбуст Вибулан
Вижте пояснителната страница за други личности с името Квинт Фабий Вибулан.
Квинт Фабий Амбуст Вибулан (на латински: Quintus Fabius Ambustus Vibulanus) e политик на Римската република през 5 век пр.н.е.
Произлиза от клон Амбуст Вибулан на фамилията Фабии. Син е на Нумерий (Гней) Фабий Вибулан (консул 421 пр.н.е.).
Квинт е консул през 412 пр.н.е. заедно с Гай Фурий Пацил.